# Тандзія
Тандзія (груз. ტანძია) — село в Грузії.
За даними перепису населення 2014 року в селі проживає 518 осіб.